# Етна-Естейтс (Колорадо)
Етна-Естейтс (англ. Aetna Estates) — переписна місцевість (CDP) в США, в окрузі Арапаго штату Колорадо. Населення — 1496 осіб (2020).

## Географія
Етна-Естейтс розташована за координатами 39°44′17″ пн. ш. 104°40′24″ зх. д. / 39.73806° пн. ш. 104.67333° зх. д. (39.738127, -104.673234).  За даними Бюро перепису населення США в 2010 році переписна місцевість мала площу 0,34 км², уся площа — суходіл.

## Демографія
Згідно з переписом 2010 року, у переписній місцевості мешкали 834 особи в 288 домогосподарствах у складі 215 родин. Густота населення становила 2457 осіб/км².  Було 340 помешкань (1002/км²).
Расовий склад населення:
| - 77,9 % — білих - 2,6 % — чорних або афроамериканців - 2,2 % — корінних американців - 0,7 % — азіатів - 10,8 % — осіб інших рас |

До двох чи більше рас належало 5,8 %. Частка іспаномовних становила 31,3 % від усіх жителів.
За віковим діапазоном населення розподілялося таким чином: 31,5 % — особи молодші 18 років, 61,5 % — особи у віці 18—64 років, 7,0 % — особи у віці 65 років та старші. Медіана віку мешканця становила 32,5 року. На 100 осіб жіночої статі у переписній місцевості припадало 96,7 чоловіків;  на 100 жінок у віці від 18 років та старших — 99,0 чоловіків також старших 18 років.
Середній дохід на одне домашнє господарство  становив 52 563 долари США (медіана — 55 150), а середній дохід на одну сім'ю — 51 936 доларів (медіана — 55 250). За межею бідності перебувало 26,3 % осіб, у тому числі 37,2 % дітей у віці до 18 років та 18,2 % осіб у віці 65 років та старших.
Цивільне працевлаштоване населення становило 537 осіб. Основні галузі зайнятості: роздрібна торгівля — 26,6 %, будівництво — 20,1 %, науковці, спеціалісти, менеджери — 13,0 %, виробництво — 9,9 %.